# Lobnya
Lobnya (cirill betűkkel Лобня) kilencvenezres lélekszámú város Oroszországban, a Moszkvai területen, Moszkvától mintegy 15 kilométerre északra.